# Садоманія
«Садомания» — низькобюджетний фільм у стилі Women in Prison з достатком жорстокості, не рекомендується дітям до 18 років та зі слабкими нервами.

## Сюжет
Пара молодят випадково заїжджають на приватну територію садистки Магди Уртадо. Їх заарештовують. Хлопця відпустили, а дівчину залишили у Магди, в її жіночій в'язниці. Хлопець вирішує врятувати дівчину.